# 白鹿徑球場
白鹿徑球場（White Hart Lane）是位於英國北倫敦托特納姆區的專業足球場，自1899年啟用至2017年都是英格蘭職業足球隊托特納姆熱刺的主場。目前已被清拆，原址已建為球會的新球場：托定咸熱刺球場。

## 看台
球場有四面看台，座位數分別為：

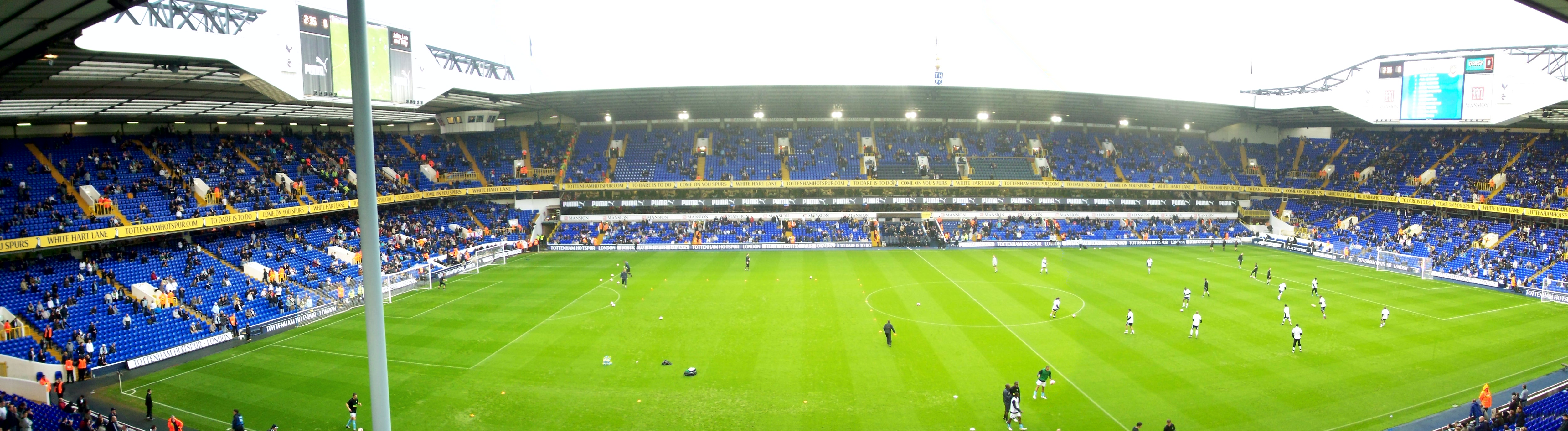
白鹿徑球場的四面看台

- 北看台（North Stand）：10,086人
- 東看台（East Stand）：10, 691人
- 西看台（West Stand）：6,890人
- 南看台（South Stand）：8,573人
- 共可容納：36,310人

## 外部連結
- Official website （页面存档备份，存于）
- History of White Hart Lane （页面存档备份，存于） at tottenhamhotspur.com